# 西山まりえ
西山 まりえ（にしやま まりえ、1969年4月21日 - ）は日本のチェンバロ奏者およびハープ奏者である。

## 来歴
西山鋼業株式会社の創業者である西山傳平の孫として、千葉県市川市に生まれ育ち、3歳からピアノを習う。東京音楽大学付属高等学校を経て、1992年に東京音楽大学ピアノ科を卒業。1994年に東京音楽大学研究科チェンバロ科を修了。
スイスのバーゼル・スコラ・カントルムにて、イェルク＝アンドレアス・ベッティヒャーとアンドレアス・シュタイアー、イェスパー・クリステンゼンに師事。その傍ら、ハイドルン・ローゼンツヴァイク(Heidrun Rosenzweig)とマーラ・ガラッシのもとでヒストリカル・ハープを学ぶ。イタリアのミラノ市立音楽院に留学。
1997年に甲府市の第11回山梨古楽コンクールにて、チェンバロ部門第1位入賞。
コンチェルト・ヴォカーレ、フェラーラ・アンサンブルと共演。濱田芳通が主宰する古楽アンサンブルアントネッロの一員として、またソリストとしても活動中。
特にヒストリカル・ハープ、バロック・ハープ、ルネサンス・ハープ、ゴシック・ハープ奏者として草分け的存在である。

## ディスコグラフィ
- 『J.S.バッハ：イギリス組曲 全曲』OMF KCD-2042/3
- 『バロック・ハープとの出会い L'incontro con l'arpa barocca（16-17世紀イタリアの作品）』OMF KCD-2034
- 『ドメニコ・スカルラッティ ソナタ集 ～鍵盤の魔術師～』Anthonello Mode AMOE-10014
- 『J.S.バッハ：インヴェンションとシンフォニア』Anthonello Mode AMOE-10009
- 『J.S.バッハ：イタリア協奏曲＆フランス風序曲』Anthonello Mode AMOE-10005
- 『J.S.バッハ：ゴルトベルク変奏曲』Anthonello Mode AMOE-10003
- 『ハーモニカ・ノスタルジア』（ハーモニカ奏者の和谷泰扶（英語版）と共演）AKANE AKANE-1012
- 『Musique Transalpine à la cour de Louis XIV アルプスの向こうの音楽 太陽王ルイ14世の宮廷』Carpe Diem LC-01320
- 『クラウディオ・モンテヴェルディ：Madrigali guerrieri ed amorosi 愛と戦争のマドリガーレ（全曲）』Harmonia Mundi HMC-901736/37
- 『マラン・マレの横顔Ⅲ リュリ氏を偲んで』コジマ録音 ALCD-1035
- 『Canzon del Principe 公爵のカンツォン（1600年頃のイタリア音楽）』DIVOX ANTIQUA 10112048
- 『カスパー・キッテル（英語版）：アリアとカンタータ集』Harmonia Mundi HMC-905247
- 『The Queenes Good Night 女王のおやすみに（ハープとリュートによるエリザベス朝の音楽）』Christophorus SY-02197
- 『Tañer Fantasía: Música ibérica para tecla ファンタシア奏法－イベリア半島の鍵盤音楽』（『見果てぬ夢の先～スペイン・チェンバロ音楽～』のスペイン盤）enchiriadis EN-2007
- 『見果てぬ夢の先～スペイン・チェンバロ音楽～』Cookie&Beer C&B-00003
- 『王の踊りとシャンソン～ピエール・アテニャン（英語版）　国王の楽譜印刷・出版屋その功績～（ルネサンス・ハープによる16世紀フランス音楽）』コジマ録音 ALCD-1053
- 『ジュピター情熱の嵐 フォルクレ：チェンバロ組曲（全曲）』コジマ録音 ALCD-1057/58
- 『J.S.バッハ：フランス組曲（全曲）』コジマ録音 ALCD-1068/69
- 『トリスタンの哀歌 Lamento di Tristano』レグルスCo,Ltd RGCD-1012